# 熊谷友一郎
熊谷 友一郎（くまがい ともいちろう、1897年（明治30年）1月7日 - 1966年（昭和41年））は、大正から昭和時代の政治家。長野県伊那市長。

## 経歴・人物
長野県上伊那郡伊那町（現・伊那市）に生まれる。松本中学校（現長野県松本深志高等学校）を卒業後、西春近小学校教員を2年間務め、渡米し1916年（大正5年）コロンビア大学を卒業した。
帰国後は火災保険代理店を営み、荒井区長、伊那町消防組頭、同町農地委員、同町会議員を経て、1949年（昭和24年）伊那町長に就任。上伊那郡町村会長、長野県町村長会副会長を兼任した。1954年（昭和29年）の町村合併の折には、伊那市実現に向け尽力し、市制施行と共に同年4月30日に初代伊那市長に就任し、1958年（昭和33年）4月まで1期務めた。在任中は市営上水道の敷設や新市庁舎の建設などにあたった。